# 서구 (대구광역시)
서구(西區)는 대한민국 대구광역시 서부에 있는 구이다. 면적은 남구와 비슷하다. 비산7동, 상리동, 중리동, 이현동은 공장 지역이고, 내당동은 중구와 접한 주거 지역이다. 내당동은 달서구와의 경계상으로 대구 도시철도 2호선이 통과하는 지역이며, 1988년 달서구의 신설 당시 내당동의 현 달구벌대로 이남 지역을 분리하여 두류동을 신설했기 때문에 생활권이 거의 비슷하다. 원대동은 북구 생활권과 가까워서, 전화번호도 북구와 공용한다. 서대구역, 서대구 나들목, 북부정류장 등이 있는 교통의 요충지이기도 하다. 섬유 산업의 침체로 연고지 공단인 비산염색공단과 서대구산업단지의 불황으로 인해 발전이 더디어졌고, 인구도 해마다 유출되는 등 장기 침체를 면하지 못하고 있어서 서대구산업단지 일대에서는 재생 사업을 시행 중이며, 최근 택지 재개발 사업과 마을 환경 재정비 사업으로 새로운 발전을 꾀하고 있는 곳이다.

## 역사
- 1963년 1월 1일 구제가 실시되어 경상북도 대구시 서구로 승격하였다.[3] (10법정동)
- 1963년 12월 1일 원대동을 원대동1가,2가,3가로 분동하였다.[4] (12법정동)
- 1965년 2월 1일 동 행정구역 개편 및 통폐합하였다.[5] (16행정동)

16행정동 - 성당동, 내당1동, 내당2동, 내당3동, 내당4동, 비산1동, 비산2동, 비산3동, 비산4동, 평리동, 상중이동, 원대1·2가동, 원대3가1동, 원대3가2동, 노곡동, 조야동
- 1966년 1월 1일 법정동 원대동3가 분동, 북구 침산동 일부를 서구에 편입하였다.[6] 행정동 원대1·2가동, 원대3가1동, 원대3가2동을 원대1·2·4가동, 원대3가동, 원대5·6가동으로 개편 (15법정동)
- 1970년 7월 1일 내당3동을 내당5동으로, 비산1동을 비산5동으로 분동하였다.[7] (18행정동)
- 1975년 10월 1일 원대동4가,5가,6가와 원대동2가 일부, 노곡동, 조야동이 북구로 편입하였고,[8] 행정동 노곡동, 조야동 북구로 이관, 남은 원대동을 원대1·2·3가동으로 개편, 비산1동 일부, 비산3동 일부를 비산6동으로, 평리동을 평리1동, 평리2동으로 분동하였다.[9] (16행정동 10법정동)
- 1979년 1월 1일 비산5동을 비산7동으로, 평리1동을 평리3동으로 분동하였다.[10] (18행정동)
- 1979년 5월 1일 평리2동을 평리4동으로, 원대1·2·3가동을 원대1·2가동, 원대3가동으로 분동하였다.[11] (20행정동)
- 1981년 7월 1일 대구시, 달성군의 성서읍 일원을 편입하여 대구직할시 서구로 개편되었고, 옛 성서읍 일원에 서구 성서출장소를 설치하였다.[12]
- 1982년 9월 1일 내당1동을 내당6동으로, 평리3동을 평리5동으로 분동하고, 성서출장소에 성서1동,2동 및 본리동을 설치하였다.[13]
- 1983년 3월 15일 성서출장소를 폐지하고 성서3동을 설치하였다.[14]
- 1983년 7월 1일 구청사를 평리동 1230-9번지(현 위치)에 신축하여 이전하였다.[15]
- 1985년 12월 1일 성당동을 성당1동,2동으로, 내당6동을 내당6동,7동으로, 상중이동을 상이동 및 중리동으로 분동하였다.[16]
- 1987년 1월 1일 본리동 일부가 남구에 편입되었다.[17]
- 1988년 1월 1일 서구 일부와 남구 일부를 관할로 달서구가 설치되었고,[18] 내당7동을 내당4동으로 개칭하였다.
- 1988년 5월 1일 자치구로 승격되었다.[19]
- 1991년 4월 15일 대구직할시 서구의회가 개원하였다.[20]
- 1992년 9월 1일 평리5동을 평리6동으로 분동하였다.[21]
- 1995년 1월 1일 대구광역시 서구로 개편되었다.[22]
- 1997년 1월 1일 내당2동 및 내당3동을 내당2·3동으로, 비산2동 및 비산3동을 비산2·3동으로, 원대1·2가동 및 원대3가동을 원대동으로 통합하였다.[23]
- 1998년 9월 25일 상이동 및 중리동을 상중이동으로 통합하였다.[24]

## 지리
서구는 대구광역시의 중서부 교통 요충지로 경부고속도로, 중부내륙고속도로지선, 광주대구고속도로, 중앙고속도로의 관문이며, 섬유산업, 염색단지, 기계공업 업체가 집중된 지역 경제의 중추 도시이다.

### 기후
대구지방은 내륙분지형으로 분지라는 지형적 영향으로 기상학적 현상이 다른 지방과는 차이가 있어 특수 지역으로 분류하고 있다. 기온의 교차가 심하게 나타나며 연평균 강수량은 적다. 대구 부근 지역은 연평균 기온이 11 ~ 13°C이며, 연평균강수량은 900 ~ 1100mm로 적은 편이며 8월의 평균최고기온은 31.3°C로 전국에서 가장 높은데, 이것은 기류가 풍상측인 태백산맥과 소백산맥을 이류하면서 수증기를 탈락시킨 후 건조한 상태로 분지인 이 지역으로 불어오기 때문이다.

## 행정 구역

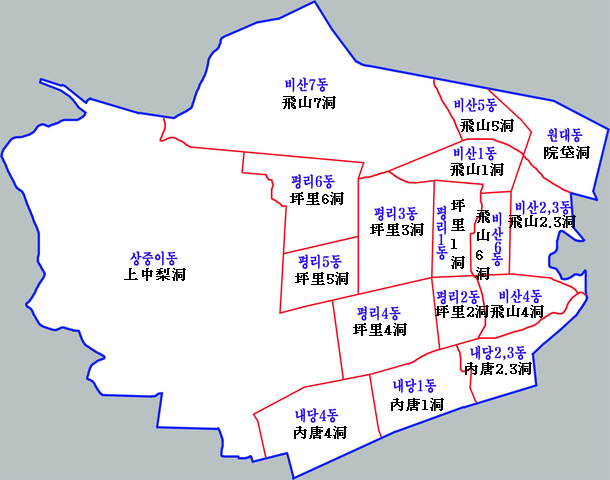

대구 서구의 행정 구역은 9개의 법정동과 이것을 관리하는 17개의 행정동으로 구성되어 있다. 대구 서구의 면적은 17.48 km2이며, 인구는 2020년 6월을 기준으로 다음과 같다.
| 행정동    | 한자      | 면적 (km2) | 세대   | 인구 (명) |
| --------- | --------- | ---------- | ------ | --------- |
| 내당1동   | 內唐1洞   | 0.47       | 4,224  | 8,807     |
| 내당2·3동 | 內唐2·3洞 | 0.65       | 5,183  | 10,360    |
| 내당4동   | 內唐4洞   | 0.76       | 8,023  | 17,180    |
| 비산1동   | 飛山1洞   | 0.64       | 4,892  | 9,934     |
| 비산2·3동 | 飛山2·3洞 | 0.49       | 5,270  | 9,794     |
| 비산4동   | 飛山4洞   | 0.39       | 4,743  | 10,154    |
| 비산5동   | 飛山5洞   | 0.28       | 3,478  | 6,531     |
| 비산6동   | 飛山6洞   | 0.27       | 3,819  | 7,872     |
| 비산7동   | 飛山7洞   | 2.74       | 5,962  | 11,083    |
| 평리1동   | 坪里1洞   | 0.37       | 3,958  | 8,054     |
| 평리2동   | 坪里2洞   | 0.23       | 3,627  | 8,258     |
| 평리3동   | 坪里3洞   | 0.65       | 5,116  | 10,294    |
| 평리4동   | 坪里4洞   | 0.71       | 8,386  | 18,405    |
| 평리5동   | 坪里5洞   | 0.61       | 1,004  | 1,979     |
| 평리6동   | 坪里6洞   | 0.91       | 2,589  | 5,413     |
| 상중이동  | 上中梨洞  | 6.69       | 8,815  | 20,721    |
| 원대동    | 院垈洞    | 1.00       | 4,105  | 7,963     |
| 서구      | 西區      | 18.48      | 83,194 | 172,802   |

## 인구
- 서구(에 해당하는 지역)의 연도별 인구 추이[27]

| 연도   | 총인구    | 인구그래프 | 비고                      |
| ------ | --------- | ---------- | ------------------------- |
| 1966년 | 177,900명 |            |                           |
| 1967년 | 194,567명 |            |                           |
| 1968년 | 220,613명 |            |                           |
| 1969년 | 249,294명 |            |                           |
| 1970년 | 271,816명 |            |                           |
| 1971년 | 291,116명 |            |                           |
| 1972년 | 305,375명 |            |                           |
| 1973년 | 317,098명 |            | 성서읍 편입 전 1차 최고점 |
| 1974년 | 268,361명 |            |                           |
| 1975년 | 278,463명 |            |                           |
| 1976년 | 297,131명 |            |                           |
| 1977년 | 315,129명 |            |                           |
| 1978년 | 338,327명 |            |                           |
| 1979년 | 369,726명 |            |                           |
| 1980년 | 392,875명 |            |                           |
| 1981년 | 452,334명 |            | 성서읍 편입               |
| 1982년 | 473,167명 |            |                           |
| 1983년 | 511,546명 |            |                           |
| 1984년 | 541,474명 |            |                           |
| 1985년 | 559,147명 |            |                           |
| 1986년 | 584,289명 |            |                           |
| 1987년 | 604,799명 |            | 성서동 일대 포함 최고점   |
| 1988년 | 419,913명 |            |                           |
| 1989년 | 420,482명 |            | 단독 최고점               |
| 1990년 | 406,427명 |            |                           |
| 1991년 | 394,090명 |            |                           |
| 1992년 | 381,599명 |            |                           |
| 1993년 | 368,577명 |            |                           |
| 1994년 | 357,786명 |            |                           |
| 1995년 | 346,250명 |            |                           |
| 1996년 | 336,929명 |            |                           |
| 1997년 | 324,910명 |            |                           |
| 1998년 | 307,827명 |            |                           |
| 1999년 | 295,669명 |            |                           |
| 2000년 | 288,722명 |            |                           |
| 2001년 | 282,847명 |            |                           |
| 2002년 | 275,323명 |            |                           |
| 2003년 | 267,106명 |            |                           |
| 2004년 | 260,284명 |            |                           |
| 2005년 | 252,881명 |            |                           |
| 2006년 | 245,587명 |            |                           |
| 2007년 | 239,868명 |            |                           |
| 2008년 | 230,761명 |            |                           |
| 2009년 | 225,193명 |            |                           |
| 2010년 | 224,618명 |            |                           |
| 2011년 | 222,619명 |            |                           |
| 2012년 | 220,211명 |            |                           |
| 2013년 | 215,399명 |            |                           |
| 2014년 | 210,770명 |            |                           |
| 2015년 | 206,028명 |            |                           |
| 2016년 | 199,507명 |            |                           |
| 2017년 | 191,992명 |            |                           |
| 2018년 | 184,372명 |            |                           |
| 2019년 | 175,277명 |            |                           |
| 2020년 | 170,700명 |            |                           |
| 2021년 | 164,528명 |            |                           |
| 2022년 | 161,802명 |            |                           |

## 교육 기관
- 폴리텍대학

|  | - 한국폴리텍6대학 (본부대학) |

- 고등학교

|  | - 경덕여자고등학교 - 달성고등학교 - 대구서부고등학교 - 대구서부공업고등학교 - 대구제일고등학교 - 계성고등학교 |

- 중학교

|  | - 경운중학교 - 중리중학교 - 서남중학교 - 대평중학교 |

- 초등학교

|  | - 대구경운초등학교 - 서도초등학교 - 서평초등학교 - 대구달서초등학교 - 대구평리초등학교 - 내당초등학교 - 대구내서초등학교 - 대구서부초등학교 - 대구두류초등학교 |

## 자매 도시
| 지역 & 국가 | 도시             | 도시              |
| ----------- | ---------------- | ----------------- |
| 대한민국    | 경상북도         | 의성군(2013.7.15) |
| 대한민국    | 광주광역시       | 서구              |
| 대한민국    | 대전광역시       | 서구              |
| 대한민국    | 전북특별자치도   | 무주군            |
| 미국        | 노스캐롤라이나주 | 토머스빌          |